# Чемпионат мира по водным видам спорта 2015
Чемпионат мира по водным видам спорта 2015 года (также Акватика-2015) — 16-й по счёту чемпионат под эгидой Международной федерации плавания (FINA), который прошёл в Казани (Россия) с 24 июля по 9 августа 2015 года. На чемпионате было разыграно рекордное число комплектов медалей (75, в том числе 42 — в плавании) и участвовало рекордное число спортсменов (около 2500) из рекордного числа стран (190), впервые включая Косово. 
С 5 по 16 августа также в Казани, впервые пересекаясь по времени с основным чемпионатом, проходили соревнования для ветеранов в категории «Мастерс», где число медалей (635), спортсменов (около 5500) и стран (110) также наибольшее в истории FINA. Чемпионат мира по водным видам спорта FINA ранее не проводился ни в России, ни в СССР. Президент FINA Хулио Маглионе назвал этот чемпионат лучшим в истории FINA.
Соревнования в шести водных видах спорта (плавание, плавание на открытой воде, прыжки в воду и хай-дайвинг, синхронное плавание и водное поло) прошли на четырёх основных аренах. Новая дисциплина FINA хай-дайвинг (прыжки в воду 20 м для женщин и 27 м для мужчин) была представлена на XX Техническом конгрессе FINA и официально включена в программу чемпионата мира по водным видам спорта, начиная с 2013 года в Барселоне, Испания. На данном 16-м чемпионате впервые были представлены смешанныедуэты (женщина и мужчина) в синхронном плавании, а также впервые разыграны медали в смешанных командных дисциплинах по включённым видам спорта. Соревнования данного чемпионата являются квалификационным отбором для участия по соответствующим видам спорта на летней Олимпиаде 2016 года.
На чемпионате 31 страна получила медали, а наибольшее число золотых медалей завоевали команды Китая, США и России, всех медалей — Китая, США и Австралии. Во второй раз в истории мировых чемпионатов по водным видам спорта Китай стал лидером медального зачёта (впервые это случилось на чемпионате 1994 года), а США утратили это лидерство впервые после 2001 года. На чемпионате было установлено 12 мировых рекордов.

## Проведение

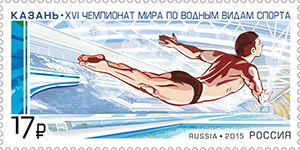
Почтовая марка России, посвященная чемпионату мира по водным видам спорта 2015

Для обеспечения проведения чемпионата были созданы Организационный комитет и Исполнительная дирекция спортивных проектов, были привлечены коммерческие спонсоры и поставщики, некоммерческие партнёры и информационные спонсоры, а также послы чемпионата. С чемпионата вели трансляции около 100 телекомпаний мира, его освещали около 1200 журналистов. Впервые для таких чемпионатов около половины из 6,5 тыс. участников и членов делегаций были размещены в Деревне атлетов (Деревне Универсиады). На чемпионате было задействовано около 2500 волонтёров, автопарк чемпионата составляли до полутысячи автобусов и легковых автомобилей (в том числе 220 — от одного из генеральных спонсоров чемпионата АвтоВАЗа). Всего город был подготовлен к принятию 1800 официальных лиц и 100 тыс. гостей. Проведение чемпионата обошлось в 3,5 млрд рублей (в том числе 500 млн от Татарстана).

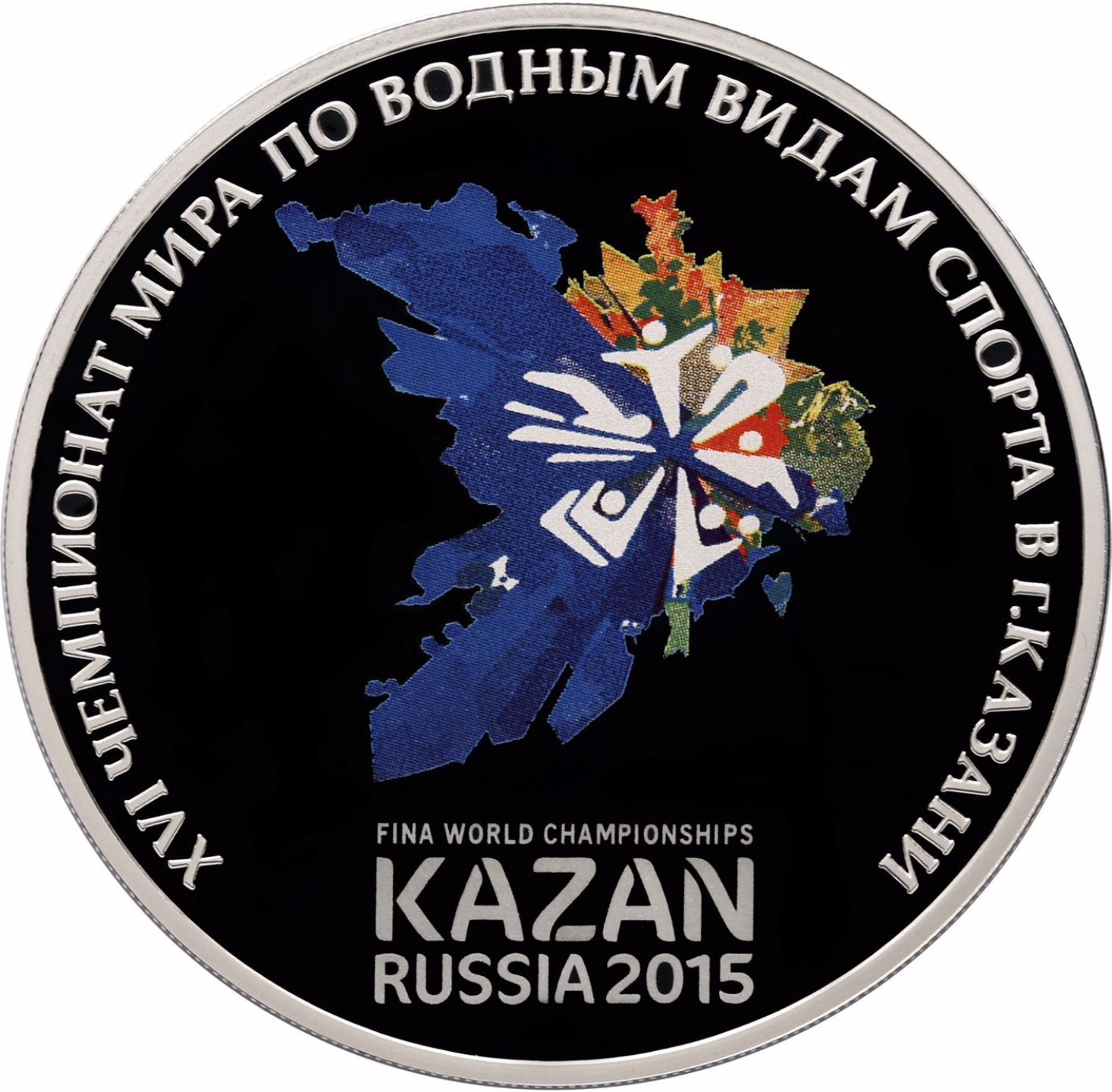
Памятная монета Банка России

На церемонии открытия и закрытия присутствовали президент FINA, руководство Казани и Татарстана, (при открытии) президент России Владимир Путин, который объявил начало чемпионата, (при закрытии) премьер-министр Дмитрий Медведев и премьер-министр Венгрии Виктор Орбан, который принял флаг FINA от имени страны-хозяйки следующего чемпионата мира по водным видам спорта. Для церемоний в ледовом дворце «Татнефть Арена» (вместимость во время чемпионата — около 8500 человек) были устроены бассейны, водные дорожки, многочисленные фонтаны, площадки для артистов, танцующие роботы-манипуляторы, большая многоярусная динамически изменяющаяся центральная, плавающие и подвесные конструкции, столбы огня, клубы пара, большой виртуальный водопад (при открытии), большая артикулирующая 3D маска из 4 лиц (при закрытии) и другие спецэффекты. В масштабных, с олимпийским размахом церемониях открытия и закрытия были задействованы несколько десятков певцов, танцоров, акробатов, пловцов, воздушных гимнастов, других артистов и спортсменов, а также в них интерактивно участвовали зрители с помощью розданных трёх фонариков цветов российского флага и (при закрытии) белых накидок, которые стали экраном для ряда видеопроекций на все трибуны. Впервые церемония открытия была повторена (без протокольных частей) 8 раз как шоу, что позволило её посмотреть до 70 тысячам человек. Режиссёром постановщиком церемоний открытия и закрытия стал Алексей Сеченов.
На соревнования и церемонии чемпионата было продано более 500 тыс. билетов. Между двумя главными аренами чемпионата был устроен имеющий многочисленные тематические и национальные павильоны и устраивающий конкурсы, шоу, концерты и выступления артистов культурный парк FINA на 20 тыс. посетителей, открытый как для зрителей соревнований чемпионата, так и для любых других посетителей. К проведению чемпионата были приурочены прошедшие в Казани 33-й Международный фестиваль кинематографических и телевизионных фильмов о спорте FICTS Challenge 2015 (впервые не в месте обычного проведения в Милане) и главный республиканский сабантуй. В дни чемпионата для участников, волонтёров и имеющих билеты зрителей соревнований был организован бесплатный проезд на всём городском транспорте Казани.

## Выбор города
Решение о проведении чемпионата мира 2015 года было объявлено 15 июля 2011 года на Генеральном конгрессе FINA в Шанхае — городе, принимавшем 14-й чемпионат мира по водным видам спорта.
Помимо Казани на право проведения изначально претендовали: Гвадалахара (Мексика), Гонконг, Гуанчжоу (Китай) и Монреаль (Канада). Последние два города сняли свои заявки незадолго до голосования.

## Символы
Логотипом чемпионата является разноцветный сильно стилизованный план Казани с символами-пиктограммами включённых видов спорта. Талисманами чемпионата стали соответствующие символу Татарстана барсики Итиль (мальчик) и Алсу (девочка) в купальных костюмах. Лозунг чемпионата — «Water of Life», в русскоязычном варианте — «Живая вода».
Медали чемпионата содержат его название, город и даты проведения на ободе и объёмные страну, город и год проведения, логотипы чемпионата и FINA на внутреннем синем фоне с эффектом живой воды; они изготовлены из цинка с соответствующим напылением золота, серебра и бронзы.
В честь события Банком России выпустил памятную монету из серебра номиналом в три рубля с цветным логотипом чемпионата, а Почта России — 320 тысяч марок и памятный буклет с конвертом и маркой гашения первого дня.

## Спортивные объекты
Соревнования чемпионата прошли в основном на объектах, построенных к летней  Универсиаде 2013 года, также прошедшей в Казани.
Три главных объекта соревнований из четырёх были расположены рядом с друг другом. Все соревновательные и тренировочные объекты были удобно расположены относительно основных направлений и дорог, что сделало их легкодоступными для участников и зрителей, приезжающих на соревнования на общественном транспорте. Проекты, сооружение и оснащение всех объектов соответствовало требованиям FINA.
| Плавание                  | Казань Арена                                                                 |
| Синхронное плавание       | Казань Арена                                                                 |
| Прыжки в воду             | Дворец водных видов спорта                                                   |
| Водное поло               | Арена для водного поло                                                       |
| Плавание на открытой воде | Казанка (Территория набережной и часть акватории реки Казанки у Кремля)      |
| Хай-дайвинг               | Казанка (территория набережной и часть акватории реки Казанки у Кремля)      |
| Тренировочные арены       | Бассейн «Оргсинтез» Бассейн «Буревестник» Бассейн «Олимп» Бассейн «Акчарлак» |

Главные спортивные объекты чемпионата 2015:

### Казань Арена
Сроки строительства: май 2010 — июнь 2013.
Количество зрительских мест: 14 500 во время этого чемпионата (при установке временных бассейнов).
Впервые в истории мировых водных чемпионатов на футбольном стадионе были построены два временных 50-метровых бассейна: главный бассейн для соревнований и бассейн для тренировок, связанный с основным. Оба временных бассейна в Казань Арене были построены в соответствии с требованиями FINA, составленными в сотрудничестве с его партнером — Myrtha Pools.

### Дворец водных видов спортаи арена для водного поло
Сроки строительства: сентябрь 2009 — март 2013.
Количество зрительских мест: 4 200.
Дворец включает в себя 3 бассейна:
- Прыжки в воду — 33,3×25 м бассейн (допустимая рабочая глубина составляет 5,5 м);
- Синхронное плавание — 50×25 м (максимальная рабочая глубина составляет 3,0 м);
- Тренировочный бассейн — 50×25 м (глубина 2,2 м).

Дворец водных видов спорта расположен на живописном берегу реки Казанки.
Рядом была сооружена временная открытая арена для водного поло на 3500 зрителей, которая использует сервисные и обеспечивающие системы Дворца водных видов спорта.

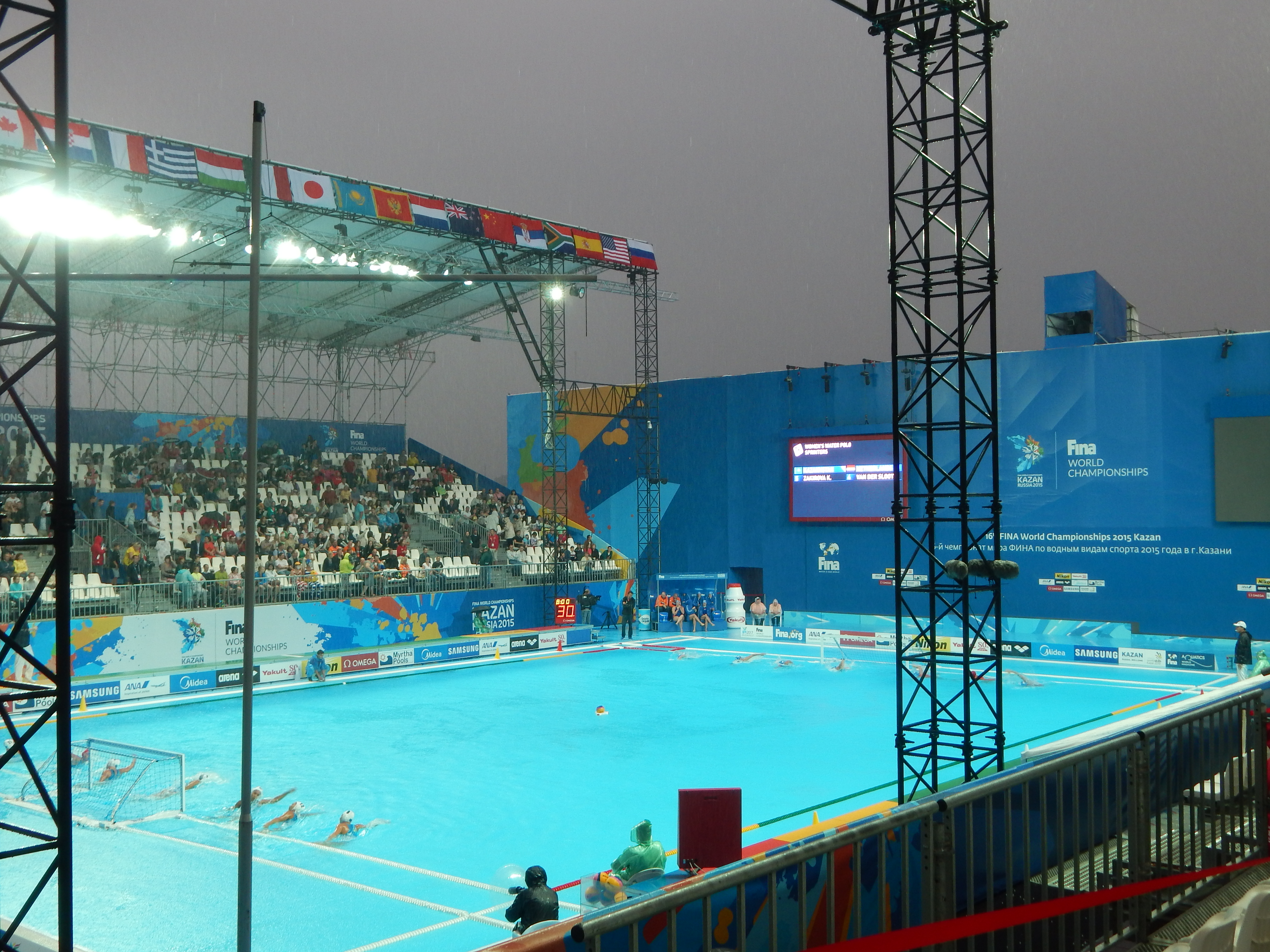
Открытая арена для водного поло

Дворец водных видов спорта внутри

### Река Казанка

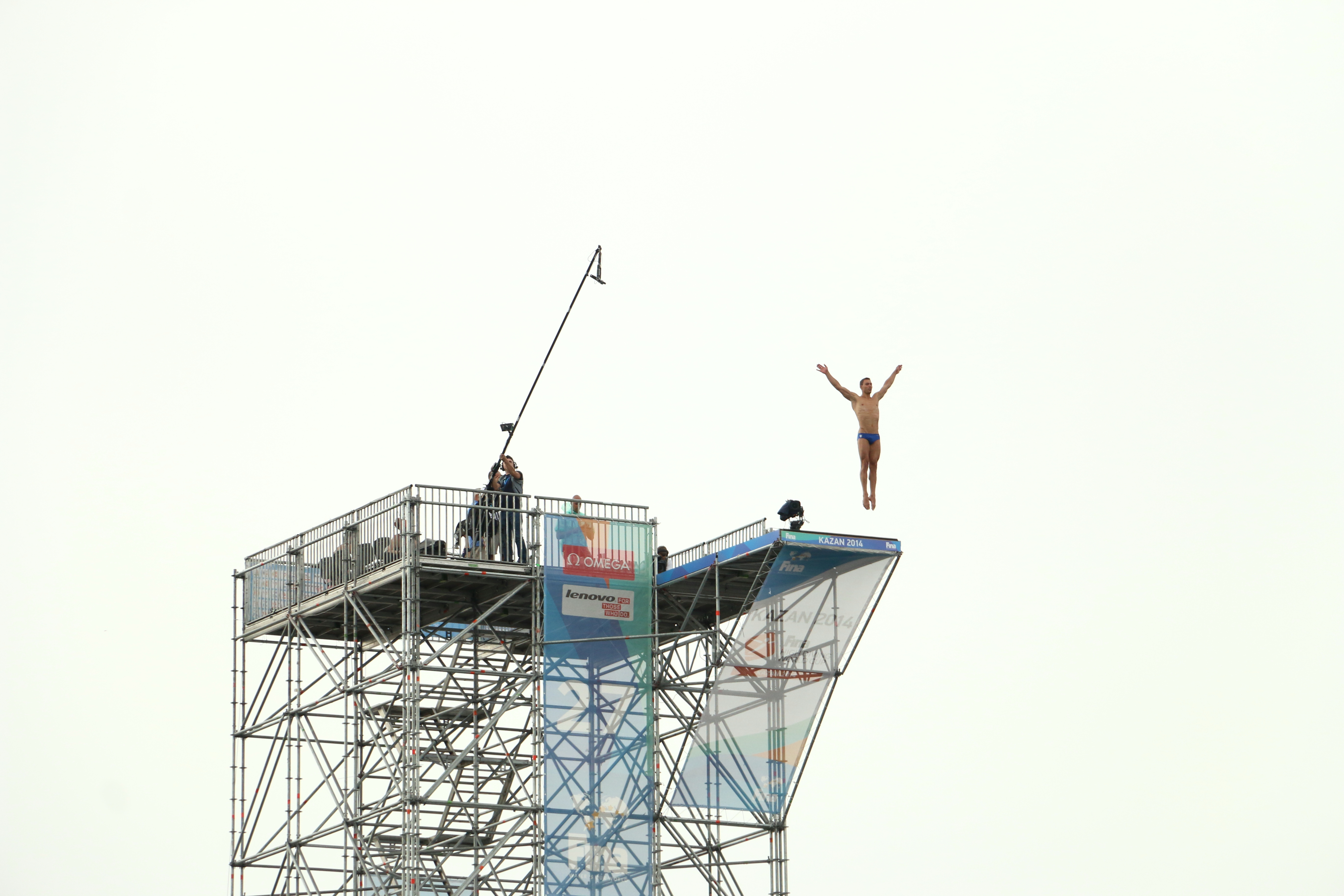
Площадки для хай-дайвинга

Сроки строительства: апрель 2014 — июнь 2015.
Количество зрительских мест: до 1500 человек. Вышки для хай-дайвинга: 27 метров для мужчин и 20 метров для женщин. Начинающаяся здесь же трасса плавания на открытой воде проходила поперёк Казанки, имеющей в этом месте ширину почти 2 км, до Центра семьи «Казан» на небольшом удалении вдоль Кремлёвской дамбы.
Объект являлся временной конструкцией, размещённой на левом берегу реки Казанки в исторической части города Казани, около Казанского кремля и Дворцовой площади, что делает его доступным для зрителей и гостей города.

### Тренировочные спортивные объекты
- Бассейн «Оргсинтез»
- Бассейн «Буревестник»
- Бассейн «КСК КАИ „Олимп“»
- Бассейн «Акчарлак»

## Расписание
Церемония открытия состоялась в ледовом дворце «Татнефть-Арена» 24 июля 2015 года, а церемония закрытия прошла там же 9 августа 2015 года.
| 1 | Количество финалов     |
| ● | Квалификационный раунд |

| Июль—август 2015          | 24 Пт | 25 Сб | 26 Вс | 27 Пн | 28 Вт | 29 Ср | 30 Чт | 31 Пт | 1 Сб | 2 Вс | 3 Пн | 4 Вт | 5 Ср | 6 Чт | 7 Пт | 8 Сб | 9 Вс | Комплекты медалей |
| ------------------------- | ----- | ----- | ----- | ----- | ----- | ----- | ----- | ----- | ---- | ---- | ---- | ---- | ---- | ---- | ---- | ---- | ---- | ----------------- |
| Прыжки в воду             | ●     | 2     | 1     | 2     | 2     | 1     | 1     | 1     | 1    | 2    |      |      |      |      |      |      |      | 13                |
| Хай-дайвинг               |       |       |       |       |       |       |       |       |      |      | ●    | 1    | 1    |      |      |      |      | 2                 |
| Плавание на открытой воде |       | 2     |       | 1     | 1     |       | 1     |       | 2    |      |      |      |      |      |      |      |      | 7                 |
| Плавание                  |       |       |       |       |       |       |       |       |      | 4    | 4    | 5    | 5    | 5    | 5    | 6    | 8    | 42                |
| Синхронное плавание       |       | 1     | 2     | 1     | ●     | 1     | 2     | 1     | 1    |      |      |      |      |      |      |      |      | 9                 |
| Водное поло               |       |       | ●     | ●     | ●     | ●     | ●     | ●     | ●    | ●    | ●    | ●    | ●    | ●    | 1    | 1    |      | 2                 |
| Комплекты медалей         |       | 5     | 3     | 4     | 3     | 2     | 4     | 2     | 4    | 6    | 4    | 6    | 6    | 5    | 6    | 7    | 8    | 75                |
| Всего медалей             |       | 5     | 8     | 12    | 15    | 17    | 21    | 23    | 27   | 33   | 37   | 43   | 49   | 54   | 60   | 67   | 75   |                   |

## Медальный зачёт
Страна — хозяйка соревнований 
| Место | Страна         | Золото | Серебро | Бронза | Всего |
| ----- | -------------- | ------ | ------- | ------ | ----- |
| 1     | Китай          | 15     | 10      | 10     | 35    |
| 2     | США            | 13     | 14      | 6      | 33    |
| 3     | Россия         | 9      | 4       | 4      | 17    |
| 4     | Австралия      | 7      | 3       | 8      | 18    |
| 5     | Великобритания | 7      | 1       | 6      | 14    |
| 6     | Франция        | 5      | 1       | 1      | 7     |
| 7     | Италия         | 3      | 3       | 8      | 14    |
| 8     | Венгрия        | 3      | 3       | 4      | 10    |
| 9     | Швеция         | 3      | 2       | 1      | 6     |
| 10    | Япония         | 3      | 1       | 4      | 8     |
| 11    | ЮАР            | 2      | 3       | 0      | 5     |
| 12    | Германия       | 2      | 1       | 4      | 7     |
| 13    | Бразилия       | 1      | 4       | 2      | 7     |
| 14    | КНДР           | 1      | 0       | 1      | 2     |
| 15    | Сербия         | 1      | 0       | 0      | 1     |
| 16    | Нидерланды     | 0      | 8       | 0      | 8     |
| 17    | Канада         | 0      | 4       | 4      | 8     |
| 18    | Дания          | 0      | 2       | 2      | 4     |
| 19    | Украина        | 0      | 2       | 1      | 3     |
| 20    | Мексика        | 0      | 2       | 0      | 2     |
| 20    | Новая Зеландия | 0      | 2       | 0      | 2     |
| 22    | Польша         | 0      | 1       | 2      | 3     |
| 22    | Испания        | 0      | 1       | 2      | 3     |
| 22    | Греция         | 0      | 1       | 2      | 3     |
| 25    | Ямайка         | 0      | 1       | 1      | 2     |
| 26    | Хорватия       | 0      | 1       | 0      | 1     |
| 26    | Литва          | 0      | 1       | 0      | 1     |
| 28    | Аргентина      | 0      | 0       | 1      | 1     |
| 28    | Беларусь       | 0      | 0       | 1      | 1     |
| 28    | Малайзия       | 0      | 0       | 1      | 1     |
| 28    | Сингапур       | 0      | 0       | 1      | 1     |
| Всего | Всего          | 75     | 76      | 77     | 228   |

## Программа «Послы чемпионата 2015»

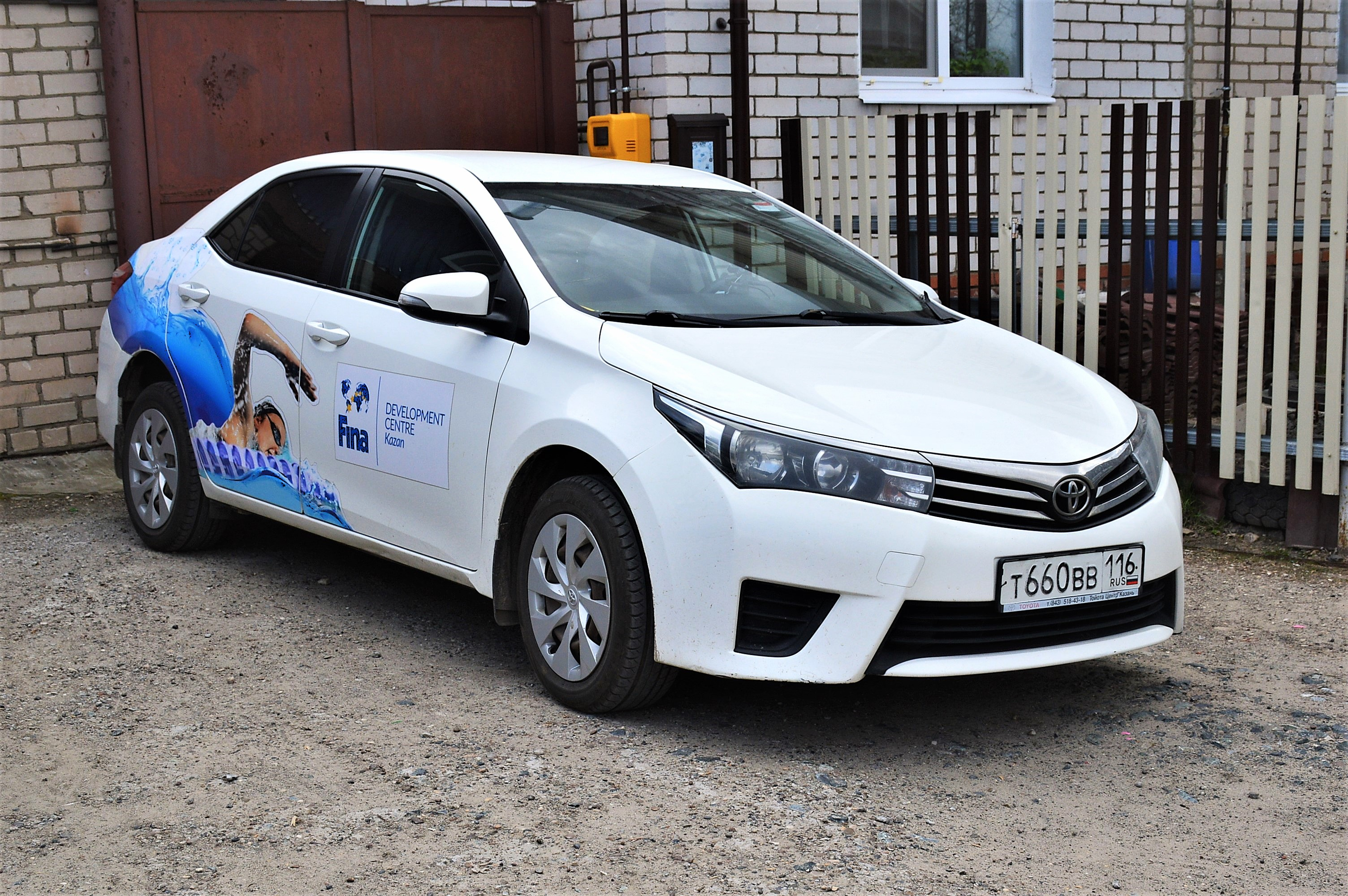
Автомобиль Toyota Camry, обслуживавший гостей Чемпионата мира по водным видам спорта 2015 года

### Цели программы
- привлечение внимания широкой общественности к 16-му чемпионату мира FINA по водным видам спорта 2015 в г. Казани;
- создание благоприятного образа бренда чемпионата и города Казани, как спортивного инновационного гостеприимного города;
- популяризация водных видов спорта в России и мире.

### Потенциальные участники программы
Известные, талантливые, заслуженные представители своей профессии, являющиеся ярким примером для подражания для современной молодёжи и несущие позитивные ценностные установки, соответствующие миссии чемпионата 2015.
Послы являлись частью команды чемпионата 2015. Они несли позитивные ценностные установки в мир, продвигают спорт и здоровый образ жизни.
Участниками программы «Послы ФИНА 2015» стали около 30 человек.

### Деятельность посла чемпионата 2015
- Продвижение чемпионата в средствах массовой информации (упоминание в интервью, высказываниях, присутствие бренда в фотографиях и в видеозаписях, упоминание на интернет-сайтах и так далее) с предварительным устным согласованием или письменным утверждением официального организатора чемпионата.
- Активное участие в различных официальных и спортивных мероприятиях, проектах, пресс-конференциях, встречах, интервью, конкурсах, выставках, фестивалях, уроках в учебных заведениях, проводимых в рамках и под эгидой чемпионата.
- Участие в фото- и видеосессиях для рекламных кампаний чемпионата.
- Участие в мероприятиях волонтеров чемпионата, встречи, фото- и видеосессии для них.
- Проведение уроков, посвящённых чемпионату, в школах, ВУЗах и офисах компаний-партнёров чемпионата.
- Встраивание бренда чемпионата в мероприятия/события послов.
- Активное участие в мероприятиях партнеров FINA по чемпионату 2015.
- Продвижение миссии чемпионата и информации о нём среди коллег, друзей и известных лиц.